# فيليب كارترايت
فيليب كارترايت (26 سبتمبر 1880 بجبل طارق في المملكة المتحدة - 21 نوفمبر 1955 في المملكة المتحدة) (بالإنجليزية: Philip Cartwright)‏ هو لاعب كريكت بريطاني (وحمل سابقاً جنسية المملكة المتحدة لبريطانيا العظمى وأيرلندا). لعب مع نادي مقاطعة ساسكس للكركيت ‏.

## وصلات خارجية
- فيليب كارترايت على موقع إي آس بي آن كريك إنفو (الإنجليزية)